# Katedralen i Manchester
Katedralen i Manchester (engelska: Manchester Cathedral) är en domkyrka i Manchester i England i Storbritannien. Den är domkyrka i Manchester stift av Engelska kyrkan, och började byggas under Medeltiden för att renoveras 1882-1883.
Kyrkan skadades svårt av Tysklands bombningar under andra världskriget. Även vid IRA:s bombattentat i staden den 15 juni 1996 skadades katedralen svårt, då delar av taket sprängdes, och målat glas krossades.
I dator/TV-spelet Resistance: Fall of Man utspelar sig stridsscener både inuti och utanför kyrkobyggnaden, vilket lett till kritik från Engelska kyrkan.

### Fotnoter
1. ↑  ”Timeline” (på engelska). Manchester Cathedral. https://www.manchestercathedral.org/about-us/timeline/. Läst 4 augusti 2021.
2. ↑  ”Timeline” (på engelska). Katedralen i Manchester. Arkiverad från originalet den 16 april 2016. https://web.archive.org/web/20160416153101/http://www.manchestercathedral.org/history/timeline. Läst 22 maj 2015.
3. ↑  ”Cathedrals in Britain” (på engelska). Historic UK. http://www.historic-uk.com/HistoryMagazine/DestinationsUK/Cathedrals/. Läst 22 maj 2015.
4. ↑  ”Service to mark bomb anniversary” (på engelska). BBC. 15 juni 2006. http://news.bbc.co.uk/2/hi/uk_news/england/nottinghamshire/5050430.stm. Läst 22 maj 2015.
5. ↑  Ruth Gledhill (6 juli 2007). ”Manchester Cathedral says Sony apology not enough and issues new digital rules” (på engelska). The Times. http://www.thetimes.co.uk/tto/faith/article2098466.ece. Läst 22 maj 2015.